# Koronacantha pectinaria
Koronacantha pectinaria is een soort in de taxonomische indeling van de Acanthocephala (haakwormen). De worm wordt meestal 1 tot 2 cm lang. Ze komen algemeen voor in het maag-darmstelsel van ongewervelden, vissen, amfibieën, vogels en zoogdieren.
De haakworm komt uit het geslacht Koronacantha en behoort tot de familie Illiosentidae. Koronacantha pectinaria werd in 1940 beschreven door Harley Jones Van Cleave.